# 쿠바이구아나
쿠바이구아나(Cuban iguana)는 쿠바바위이구아나(Cuban rock iguana)라고도 알려진 이구아나과의 일종이다. 서인도 바위이구아나 중 두 번째로 큰 도마뱀으로, 가장 멸종위기에 처한 도마뱀 그룹 중 하나이다. 두꺼운 꼬리와 뾰족한 턱을 가진 초식 종으로 카리브 제도에서 가장 큰 도마뱀 중 하나이다.
쿠바이구아나는 푸에르토리코 마게예스섬에서 야생 개체군이 번성하는 쿠바 본토와 주변 섬 전역에 분포한다. 리틀케이먼과 케이먼브랙의 케이맨 제도에서 아종이 발견된다. 암컷은 둥지 부지와 쿠바악어가 발굴한 부지에 한 개체군 둥지를 지킨다. 쿠바이구아나는 방어 수단으로 종종 가시배 선인장 안 또는 근처에 서식한다.
포획 사육 및 기타 보존 프로그램의 결과로 이구아나의 개체 수가 증가했다. 쿠바이구아나는 진화와 동물 의사소통을 연구하는 데 사용되었으며, 포획 사육 프로그램은 카리브 제도의 다른 멸종위기에 처한 도마뱀의 모델이 되었다.

## 묘사
쿠바이구아나는 바위이구아나 중 푸른이구아나보다 크기가 더 큰 도마뱀으로 주둥이에서 통풍구(꼬리 밑부분)까지 평균 몸길이가 40cm에 달한다. 드물게 관타나모만 해군기지 내 야생동물 보호구역에서 주둥이에서 꼬리 끝까지 측정했을 때 길이가 1.6m인 수컷 한 마리가 관찰되었으며 암컷은 그 3분의 2 크기이다. 이 종은 성적으로 이형적인 수컷이 암컷보다 훨씬 크며, 수컷은 허벅지에 대퇴골 구멍이 넓어져 페로몬을 방출하여 짝을 유인하고 영역을 표시하는 데 사용된다. 수컷 쿠바이구아나의 피부는 짙은 회색에서 벽돌색까지 다양한 색을 띠는 반면, 암컷의 피부는 짙은 줄무늬나 띠가 있는 올리브색이다. 암수 모두 팔다리는 검은색이며 연한 갈색 타원형 반점과 단단한 검은 발을 가지고 있다. 어린 동물은 암갈색 또는 녹색을 띠며 몸에 5~10개의 대각선 가로 띠 모양이나 꼬불꼬불한 줄무늬가 있는 경향이 있다. 이 띠는 이구아나가 노화함에 따라 신체 색과 조화를 이룬다. 암수 모두 군턱(목 아래에 피부가 매달려 있음)과 등을 따라 두꺼운 꼬리까지 이어지는 가시줄을 가지고 있다. 머리와 목은 짧고 튼튼하며 치아는 단단하고 넓으며 강력한 턱 근육을 가지고 있다. 동물이 나이가 들면서 더 커지는 턱은 결핵이라고 불리는 뾰족한 돌기로 덮여 있다.

## 생태학
쿠바이구아나 알의 개미 포식은 푸에르토리코의 야생 개체군에서 발생한다.

### 짝짓기 및 행동
쿠바이구아나는 2~3세에 성 성숙에 도달한다. 수컷은 미성숙할 때는 사교적이지만 나이가 들수록 공격적으로 변해 암컷과의 경쟁에서 영역을 적극적으로 방어한다. 암컷은 알을 낳은 후를 제외하고는 서로에게 더 관대한다.
짝짓기는 5월과 6월에 이루어지며, 암컷은 6월이나 7월에 3~30개의 알을 한 번에 낳는다. 현장 조사에 따르면 암컷은 매년 같은 둥지에 알을 낳는다. 악어처럼 적절한 둥지 장소가 없기 때문인지 둥지는 같은 지역에 지어진다. 쿠바의 후벤투드섬에서는 쿠바이구아나가 악어의 알이 부화한 후 쿠바악어가 태양에 노출된 흙 주머니에 둥지를 틀고 있다. 이 둥지는 성체 이구아나가 사는 곳과는 별개이다. 악어가 없는 지역에서는 이구아나가 모래 해변에서 둥지를 발굴한다. 샌디에이고 동물원에서 한 암컷이 모래를 파낸 긴 방 끝에 둥지를 지었다. 암컷은 몇 주 동안 둥지 근처에 서서 접근하는 사람에게 고개를 저으며 소리를 지르며 둥지를 방어했고, 이 행동은 쿠바이구아나가 둥지를 지키는 것을 보여주었다. 부화한 후 둥지에서 나올 때까지 며칠에서 2주 동안 둥지 방에서 시간을 보내며, 출현 후 개별적으로 흩어진다.
쿠바이구아나는 일반적으로 오랫동안 가만히 있고 체중 때문에 걸음걸이가 느리지만 단거리에서는 빠른 속도로 달릴 수 있다. 어린 동물은 수목이 더 많고 나무로 피난처를 찾아 매우 민첩하게 올라갈 수 있다. 이 동물은 수영을 잘하는 동물이며 위협을 받으면 근처 물속으로 데려간다. 궁지에 몰리면 꼬리를 물어뜯고 채찍질하여 방어할 수 있다.

## 분포 및 서식지
쿠바이구아나는 쿠바의 바위가 많은 해안 지역과 가장 개체 수가 많은 남해안의 후벤투드섬을 포함해 쿠바 본토를 둘러싸고 있는 4,000개의 섬 전체에서 발견된다. 북쪽과 남쪽 해안을 따라 있는 섬과 본토의 보호 구역에서 개체군이 발견된다. 여기에는 쿠바 동부에 위치한 쿠바 서부의 과나카비베스 생물권 보호구역, 데셈바르코 델 그란마 국립공원, 하티보니코 야생동물 보호구역, 푼타 네그라퀘마도스 생태 보호구역, 델타 델 카우토 야생동물 보호구역 등이 포함된다. 관타나모만 해군기지의 개체 수는 2,000~3,000마리로 추정되며, 기지에 주둔한 미군이 동물을 잘 치료하고 보호하고 있다. 샌디에이고 동물원의 생태학자 앨리슨 앨버트스에 따르면, 이 기지에 있는 여러 야생동물 종 중 "쿠바이구아나는 의심할 여지 없이 가장 크고, 가장 눈에 띄며, 확실히 가장 카리스마 있는 종 중 하나입니다. 선사 시대에 생긴 거인들을 알지 못한 채 GTMO에서 임무 수행을 완료하는 사람은 아무도 없는 것 같습니다." 2005년 교도소에 수감된 수감자가 쿠바이구아나에서 피 묻은 꼬리가 찢어진 경비원을 폭행하는 이례적인 사건이 발생했다.
1960년대 중반, 푸에르토리코 남서쪽 마게예스섬의 한 동물원에서 소수의 쿠바이구아나가 방사되어 독립적인 자유 서식지를 형성했다. 2000년 현재 미국 내무부는 이 이구아나 개체군을 제거하거나 재배치하자는 논의를 진행하고 있다. 이 야생 개체수는 개인 소장품으로 보관된 쿠바이구아나의 90%의 출처이다.

## 보존

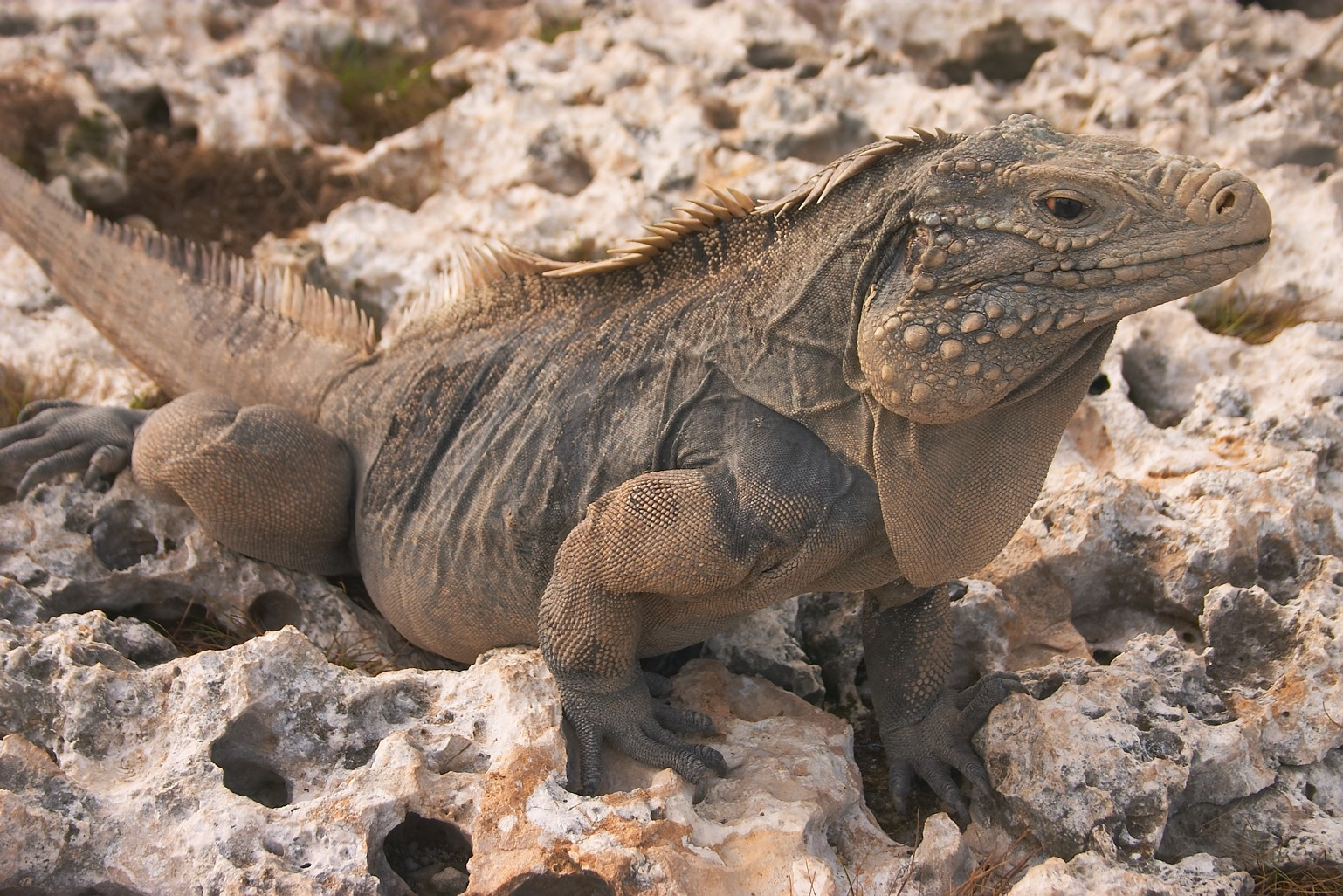
야생 쿠바이구아나

1999년 현재, 주요 이구아나 농도 중 하나를 제외한 모든 농도는 쿠바 정부에 의해 부분적 또는 완전하게 보호되고 있다. 쿠바 내에는 포획 번식 프로그램이 없지만, 국립보호구역센터는 앞으로 이 경로를 모색할 것이라고 제안했다. 1985년 쿠바 정부는 이 동물에 대한 인식을 높이기 위해 동전 앞면에 쿠바이구아나가 그려진 기념 페소를 발행했다.
쿠바이구아나는 공공 및 민간 컬렉션에서 잘 알려져 있다. 많은 동물원과 개인이 야생에서 잡힌 표본에 대한 수요를 최소화하여 애완동물 거래를 위한 포획 사육 프로그램에 보관하고 있다. 쿠바이구아나는 IUCN 적색 목록에 "절멸위급종"으로 등재되어 있으며, 쿠바의 주요 아종인 케이맨 제도 아종도 "심각한 멸종 위기에 처해 있다"고 한다. 쿠바의 총 개체 수는 4만 마리에서 6만 마리 사이로 추정되며, 마게예스섬의 야생 개체 수는 1,000마리 이상으로 추정된다.
우회적인 방식으로 미국 멸종위기종법에 따른 쿠바이구아나의 지위는 미국 법학계에 진출했다. 2003년 가을, 톰 윌너 변호사는 미국 연방 대법원 판사들을 설득하여 쿠바 관타나모에 수감된 12명의 쿠웨이트 수감자 사건을 혐의 없이 청문회 없이 변호사의 접근 없이 단독으로 처리해야 했다. 샌프란시스코 대학교의 법학 교수인 피터 호니그스버그에 따르면 윌너는 자신의 사건을 심리하기 위해 법원에서 두 가지 주장을 펼쳤지만 실패했고, 세 번째 주장에서는 미국 법률과 쿠바이구아나를 언급하며 전술을 바꿨다. 윌너는 "관타나모에서 이구아나를 해쳐 멸종위기종법을 위반한 연방 공무원을 포함한 모든 사람은 벌금과 기소를 받을 수 있습니다. 그러나 정부는 관타나모의 인간 수감자를 보호하기 위해 미국 법이 적용되지 않는다고 주장합니다."라고 주장했다. 호니그스버그에 따르면 대법원은 이 주장 때문에 이 사건을 심리하는 데 동의했다.